# Kabelo Dambe
Kabelo Dambe (Francistown, 10 maggio 1990) è un calciatore botswano, portiere del Township Rollers e della nazionale botswana.

## Carriera

### Club
Nel 2019 è tornato in patria giocando nel Township Rollers.

### Nazionale
Ha esordito con la Nazionale nel 2011.

## Palmarès

### Club

#### Competizioni nazionali
- Premier League: 2

Township Rollers: 2009-2010, 2010-2011